# Sonja Teittinen
Sonja Teittinen est une ancienne joueuse finlandaise de volley-ball née le 13 mars 1982. Elle mesure 1,75 m et jouait au poste de libero. Elle a totalisé 8 sélections en équipe de Finlande.

## Clubs
| Club               | De        | À         |
| ------------------ | --------- | --------- |
| Ajo-KLP Team       | 1997-1998 | 1997-1998 |
| Oriveden Ponnistus | 1998-1999 | 2000-2001 |
| Seinäjoen Tango    | 2001-2002 | 2001-2002 |
| Pieksämäki Volley  | 2002-2003 | 2002-2003 |
| Salon Viesti       | 2003-2004 | 2006-2007 |
| Oriveden Ponnistus | 2007-2008 | 2007-2008 |
| UiS Volley         | 2008-2009 | 2010-2011 |

## Palmarès
- Championnat de Finlande
  - Finaliste : 2006, 2007, 2008.
- Coupe de Finlande
  - Vainqueur : 2003, 2004, 2007.
  - Finaliste : 2005, 2006.
- Championnat de Norvège
  - Vainqueur : 2010, 2011
- Coupe de Norvège
  - Vainqueur : 2011.